# San Gregorio (Assisi)
San Gregorio is een plaats (frazione) in de Italiaanse gemeente Assisi.